# Francisco Assis

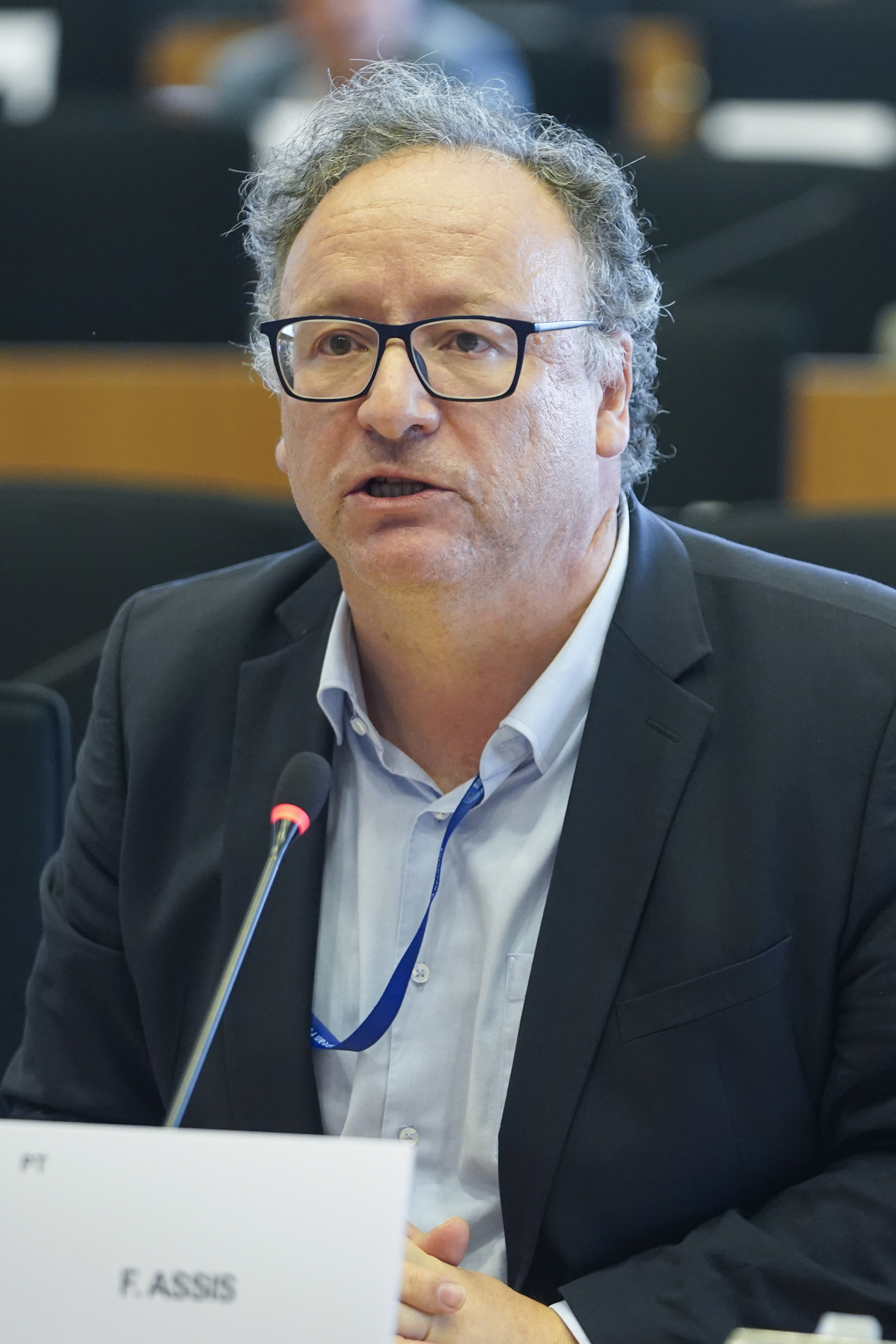
Francisco Assis (2024)

Francisco Assis (* 8. Januar 1965 in Amarante) ist ein portugiesischer Politiker und Mitglied des Europäischen Parlaments für die Partido Socialista, als Teil der Sozialdemokratischen Partei Europas.
Assis machte an der Universität Porto seinen Bachelor in Philosophie. Später wurde er Dozent an der Lusíada-Universität in Porto. Innerhalb der Partido Socialista war er von 1993 bis 2003 Mitglied des nationalen Vorstands der Partei und ist seit 2003 Vorsitzender des Bezirksverbands Porto der Partido Socialista. Von 1989 bis 1995 war Assis Vorsitzender des Gemeinderats von Amarante, und anschließend Abgeordneter im portugiesischen Parlament. 2004 legte er sein Mandat nieder, um in das Europäische Parlament zu wechseln.
Assis ist Vizepräsident der Vertretung Portugals in der parlamentarischen Versammlung des Europarats und der Westeuropäischen Union.

## Derzeitige Posten als MdEP
- Mitglied im Ausschuss für Wirtschaft und Währung
- Mitglied im Ausschuss für bürgerliche Freiheiten, Justiz und Inneres
- Mitglied im Unterausschuss Menschenrechte
- Mitglied in der Delegation in der Paritätischen Parlamentarischen Versammlung OAKPS-EU
- Mitglied in der Delegation im Parlamentarischen Ausschuss Cariforum-EU
- Mitglied in der Delegation im Ausschuss für parlamentarische Kooperation EU-Russland
- Mitglied in der Delegation in der Parlamentarischen Versammlung Euronest
- Mitglied in der Delegation in der Parlamentarischen Versammlung Karibik-EU
- Mitglied in der Konferenz der Delegationsvorsitze
- Stellvertretendes Mitglied im Ausschuss für auswärtige Angelegenheiten
- Stellvertretendes Mitglied im Ausschuss für internationalen Handel
- Stellvertretendes Mitglied in der Delegation in der Parlamentarischen Versammlung Europa-Lateinamerika[1]